# Anthrenus umbellatarum
Anthrenus umbellatarum is een keversoort uit de familie spektorren (Dermestidae). De wetenschappelijke naam van de soort werd in 1898 gepubliceerd door Chobaut.